# Песчаное (Еврейская автономная область)
Песча́ное — село в Смидовичском районе Еврейской автономной области России, относится к Смидовичскому городскому поселению.
Основано в 1938 году. Название получило от своеобразия местности, на которой находится. В селе есть начальная школа-детский сад № 9 (директор — Шершова Г. В.), фельдшерско-акушерский пункт, отделение почты, три магазина, дом культуры.

## Расположение
Село Песчаное стоит примерно в 6 км к югу от места впадения реки Большой Ин в реку Урми (правобережье Большого Ина и Урми).
Расположено в 2 км северо-восточнее районного центра — посёлка городского типа Смидович и в 67 км к востоку от столицы автономии — города Биробиджана. Рядом проходит Дальневосточная железная дорога и автотрасса «Чита — Хабаровск». Высота над уровнем моря 66 м. В селе 11 улиц и 3 переулка.

## Население
| 1992 | 2002  | 2010  |
| ---- | ----- | ----- |
| 1200 | ↘1076 | ↗1088 |

## Экономика
Как такового производства в селе нет